# いわき平競輪場

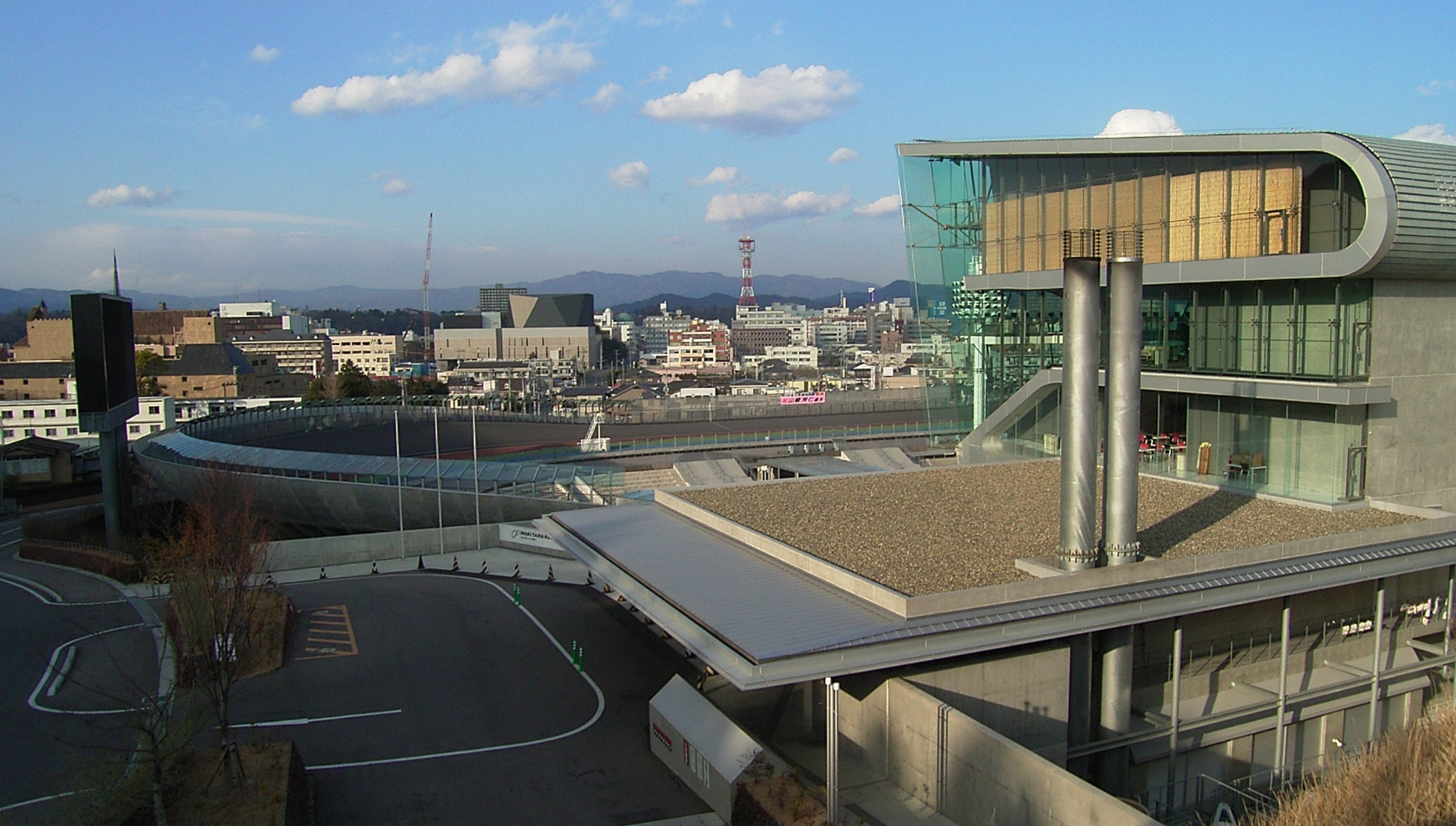
いわき市平市街地に隣接する

いわき平競輪場（いわきたいらけいりんじょう）は、福島県いわき市にある競輪場。施設所有および主催はいわき市。競技実施はJKA東日本地区本部第8競技実施チーム。

## 概要
1951年2月5日に開設（第1回開催は2月7日）された当初は平競輪場であったが、1991年4月から現在の名称になった。東北地方に位置する競輪場だが、福島県浜通りの最南端に位置するいわき市は東北地方の中でも気温が高く冬季の降雪の影響が少ないため、通年で本場開催されている。なお、かつては地理的に日没が早かったため冬季は最終競走の発走時間を早めに設定していたが、リニューアル工事（後述）により走路の照明設備が充実したため、現在は他場同様の発走時間を設定することが可能になった。
いわき平では、1978年・2022年・2024年には日本選手権競輪が、1980年・1983年・1986年・1994年・2010年・2017年・2018年・2021年にはオールスター競輪が、1997年・2006年には全日本選抜競輪が、2003年には東王座戦が、2013年・2020年にはサマーナイトフェスティバルといったビッグレースが、それぞれ開催された。今後は、2026年12月28日から30日まで初めて寺内大吉記念杯グランプリシリーズ（初日ヤンググランプリ・2日目ガールズグランプリ・最終日KEIRINグランプリ）が開催される予定である。
記念競輪（GIII）として『いわき金杯争奪戦』が開催される。かつては12月や3月開催であったが、2014年からは1月に開催されている。また、2027年はナイター開催として行われる。S級シリーズでは現役時代は「3強」時代の一人でもあった阿部道を称え、阿部道杯が開催されている。
2005年9月の記念競輪開催後、施設及びバンクの大幅なリニューアル工事を実施し、一部施設の完成により2006年10月よりプレオープンした。ビルの3階にあたる所までバンクを持ち上げたため、バンクの内側からも観戦可能な構造を持つ数少ない競輪場の一つになっている。全ての施設が完成した2009年3月の記念開催でグランドオープンし、7月17日からはナイター競走「エキサイティングナイター」も開始された（2017年5月以降の一部のFII開催では第1Rを16:30に繰下げて開催していたが、現在はレース数により変動している）。なお、ミッドナイト競輪は他場借り上げも含めて開催していなかったが、2023年11月4日より開催されている。
マスコットキャラクターの「リュウ君」は当地で発見されたフタバスズキリュウをモチーフとしている。トータリゼータシステムは日本トーターを採用している（但し、オッズ表示や払い戻し金表示などは、以前まで使用していたオムロンのものを引き継いで利用している）。
2008年12月14日、第10レースのレインボーカップファイナルステージ・A級準決勝において、出走した選手が全員失格という珍事が起こり、車券は全額返還となった。詳細は、競輪全員失格事件を参照。
2011年3月11日に発生した東日本大震災（東北地方太平洋沖地震）では施設に大きな損傷がなかったことにより救援物資の搬入拠点となったため、5月まで本場開催および場外発売が中止され、6月20日より本場開催が再開された。
2015年6月中旬から12月まで本場開催は休み、場外販売のみ。バンクを30cm程掘り起こし全面改修した。2011年の東日本大震災の影響かは不明だが、バンクのひび割れやバンク下の駐車場の水漏れがあったという。
2017年8月15日（第60回オールスター競輪最終日）、第6レースのS級一般戦において、堤洋の落車がきっかけで係員が周回板をめくり忘れ、競技が不成立となり、車券は全額返還となった。これを教訓として、翌2018年3月24日初日のFIナイターから「電子周回告知板」を導入した（日本の競輪界では初）。
2024年より、サイクルスポーツの次世代を担う若い世代の育成・発掘を目的として、いわき市主催による現役高校生よる自転車競技大会『競輪甲子園』を開催している。

## チャリロト
2013年12月6日からの開催より、重勝式投票にあたるチャリロトが発売される。なおいわき平は伊東温泉競輪場・静岡競輪場・千葉競輪場とキャリーオーバーを共有する『グループB』としての発売となり、キャリーオーバーの対象外であるチャリロト3はいわき平単独での発売となる。

## 施設概要
設計は日本設計。施設は一層目が駐車スペース、二層目（地上高6mほど）にバンクを設けた構造で、その特徴は、選手たちが空中を疾走しているように見えるバンク（いわゆる「空中バンク」）であるところと、屋外施設ではバンクの中からレースを観戦できるところにある。なお、撮影は個人で楽しむ場合に限り許可されているが、ゴール線前後の区間においては、レース中（敢闘門から選手が出場し、全選手がゴール線を通過するまで）は撮影禁止とされている。また、その特徴を活かしたバンク内側のスペースで催されるビアガーデン（夏季本場開催時限定）などのイベントも特徴の1つである。リニューアル後の施設の概要は次のとおり。
- 収容人員 - 約8,500人
- メインスタンド - 地上6階地下1階
  - 1階: エントランス、フードコート、有料席指定券販売所、駐車場493台
  - 3・4階: 一般観覧席（3階708席・4階432席）、キッズコーナー（3階)、レストラン（4階）
  - 5階: 特別観覧席92席（指定席券は1階で購入）
  - 6階: ロイヤルルーム5室（1階インフォメーションで購入後、1階から直通エレベーター）
- バンク（2層式）
  - 1周400m（最大カント32度54分45秒）
  - カーニバルプラザ(観客エリアであり、本場開催時に様々なイベントが催される。非開催時は一般貸出を実施)
  - サイクルコロシアム(観客エリアであり、本場開催時に様々なイベントが催される。非開催時は一般貸出を実施)
- 選手宿舎
  - 地上5階 最大収容人員170名
- 地域開放型施設（バックスタンド） - 地上4階地下1階
  - 1階: オープンスペース、投票所・払戻所、公開スタジオ、喫煙コーナー、サイクルハウス（別棟・40席）、ドリンクサービスコーナー、非開催払戻所
  - 3階: サイクルシアター（椅子席200席、枡席3区画）、投票所、払戻所、喫煙コーナー、売店、自動販売機コーナー、ドリンクサービスコーナー

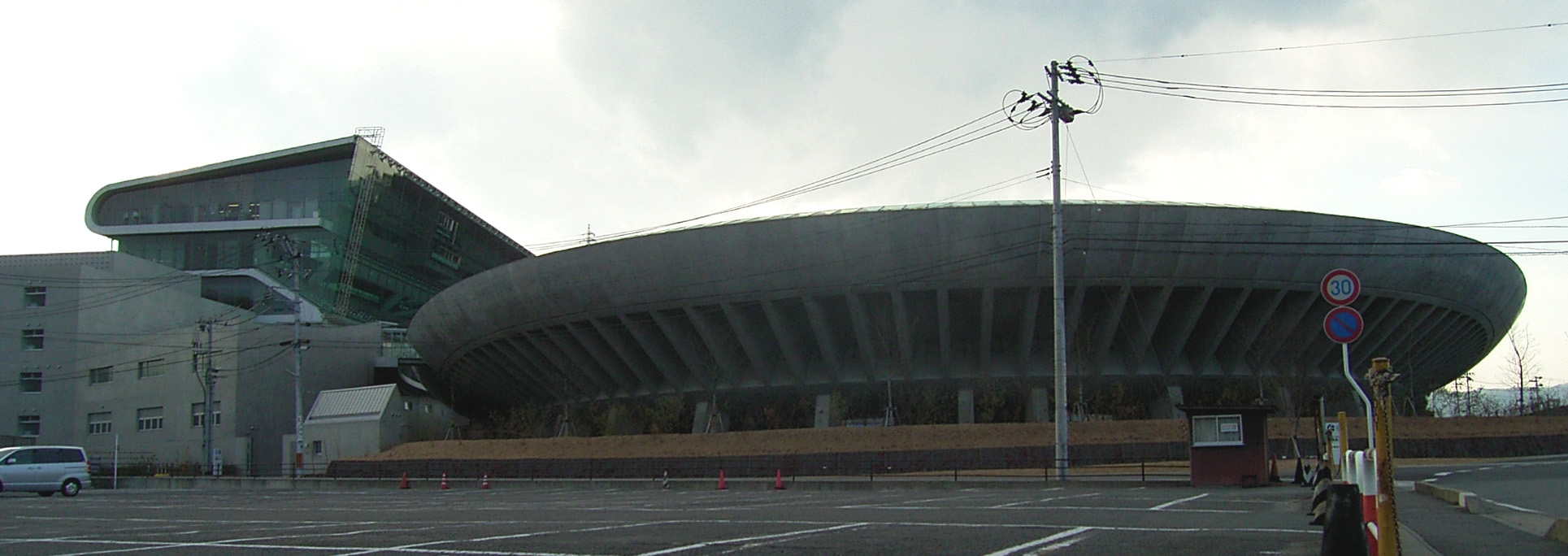
競輪場全景

## バンク

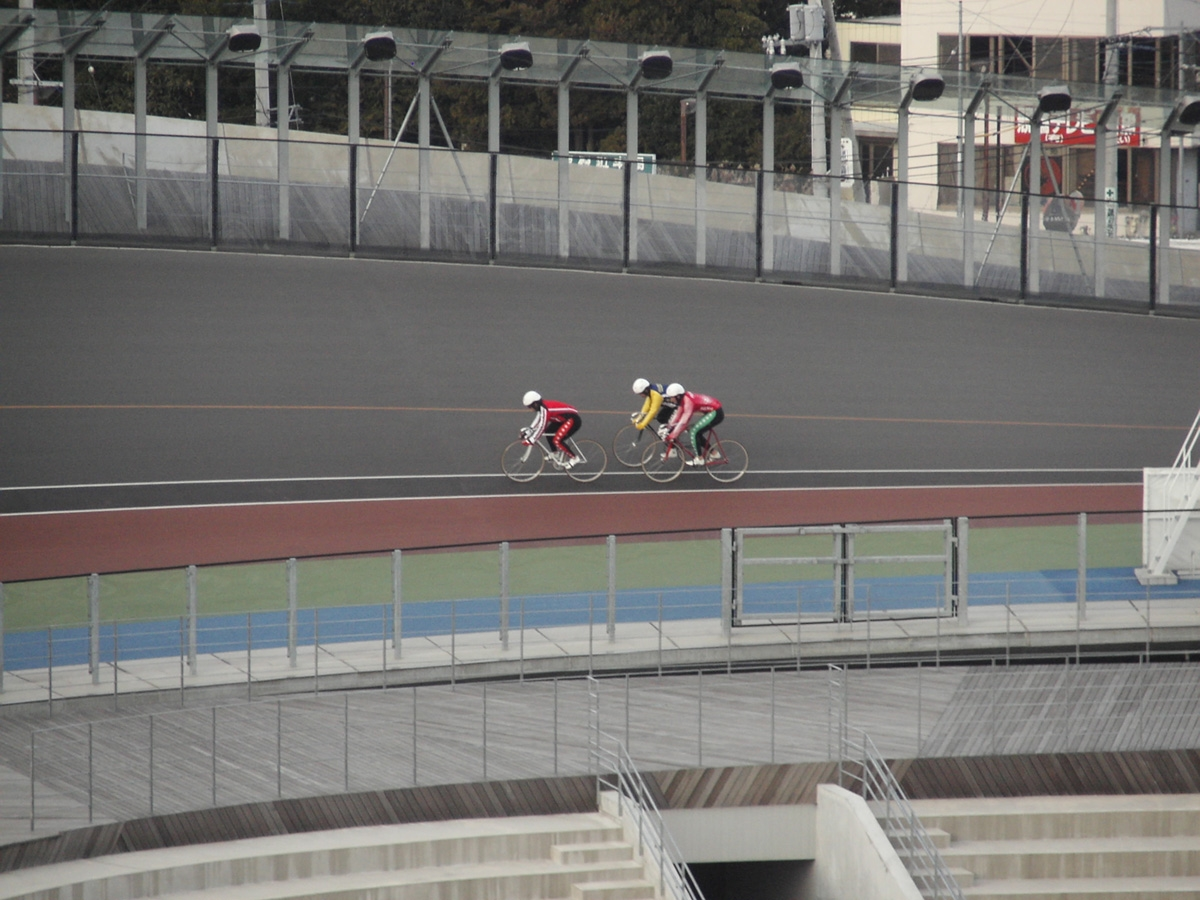
トレーニング中の競輪選手

1周400m。屋外では日本で唯一となる構造物上に設置された空中バンクである。リニューアル工事前の旧バンクはカントがやや緩く、比較的直線が短めだったため、先行タイプの選手に有利とされていたが、新バンクはクセのない標準的なバンクとなり、400mバンクでは3番目に長い直線となった。ややカントがあるせいか捲りが決まりやすく逃げ選手には厳しいが、ギリギリまで仕掛けを渋ると逃げきれることも。バンクが軽くなり走りやすいのか捲りが決まるのは中団からの仕掛けで、7番手あたりに置かれると本命選手でも入着出来ない程のスピードレースが多くなった。ゴール前ではイエローラインのやや内と外に伸びるコースがあり、大外強襲を狙う追い込み選手には有利。
なおバンク全周外側全てがポリカーボネート（透明板）と建物に塞がれているだけでなく、上述通り内側も観客席があるためポリカーボネートで塞がれており、走路に入り込んだ風の逃げ道がないため、選手が風を受ける時の影響が他の競輪場よりも大きい点に注意が必要となる。
大型映像表示装置（大画面モニター）は2センター側に設置されている。

## アクセス
- JRいわき駅下車。徒歩で15分。

無料送迎バス（約5分）は運行休止中。また、かつて日立駅からも無料送迎バスを運行していたが2008年3月30日をもって終了となった。
- 会津若松市・郡山市・小野町から高速バスで、『競輪場前』下車。

## 場外車券売場
- 郡山場外（専用場外・福島県郡山市）
- サテライト宮城（宮城県村田町）
- クラップかしま（福島県南相馬市）
- サテライト福島（福島県福島市）
- サテライトあだたら（福島県二本松市）

サテライト朝日（山形県朝日町）は2008年9月30日をもって閉鎖。
平場外（専用場外・いわき駅近くの国道6号沿い）は東日本大震災の影響で大きな被害を受け、施設倒壊の恐れから再開を断念し廃止されることになった。また、サテライト大和（宮城県大和町）は2023年3月29日をもって閉鎖となった。

## ホームバンクとする主な選手
- 山崎芳仁
- 岡部芳幸
- 佐藤慎太郎
- 渡邉一成
- 新田祐大
- 飯野祐太

## 歴代記念競輪優勝者
| 年        | 優勝者   | 登録地 |
| --------- | -------- | ------ |
| 2004年    | 高木隆弘 | 神奈川 |
| 2005年3月 | 伏見俊昭 | 福島   |
| 同年9月   | 伏見俊昭 | 福島   |
| 2007年    | 山崎芳仁 | 福島   |
| 2009年    | 伏見俊昭 | 福島   |
| 2010年    | 村上博幸 | 京都   |
| 2012年    | 武井大介 | 千葉   |
| 2013年    | 山崎芳仁 | 福島   |
| 2014年    | 山崎芳仁 | 福島   |
| 2015年    | 岩津裕介 | 岡山   |
| 2016年    | 稲垣裕之 | 京都   |
| 2017年    | 渡邉一成 | 福島   |
| 2020年    | 山崎芳仁 | 福島   |
| 2021年    | 鷲田佳史 | 福井   |
| 2024年    | 新田祐大 | 福島   |
| 2026年    |          |        |
| 2027年    |          |        |

※1節4日間制開催となった、2002年4月以降の歴代記念競輪優勝者を列記。